# Dipartimento di Gobernador Dupuy
Gobernador Dupuy è un dipartimento collocato al sud della provincia argentina di San Luis, con capoluogo Buena Esperanza.

## Geografia fisica
Confina a nord con i dipartimenti di La Capital e General Pedernera; a est con le province di provincia di Córdoba e La Pampa; a sud con la stessa provincia di La Pampa e a ovest con la provincia di Mendoza.

## Storia
Deve il suo nome al colonnello Vicente Dupuy e Islas de Garay.

## Società

### Evoluzione demografica
Secondo il censimento del 2001, su un territorio di 19.632 km², la popolazione ammontava a 11.120 abitanti, con un aumento del 18,79% rispetto al censimento del 1991.
Abitanti censiti

## Amministrazione
Municipi del dipartimento:
- Anchorena
- Arizona
- Bagual
- Batavia
- Buena Esperanza
- Fortín El Patria
- Fortuna
- Navia
- Nueva Galia
- Unión